# Dicranotropis fumosa
Dicranotropis fumosa är en insektsart som beskrevs av Matsumura 1910. Dicranotropis fumosa ingår i släktet Dicranotropis och familjen sporrstritar. Inga underarter finns listade i Catalogue of Life.